# Sarah Langan
Sarah Langan (Maine, 1974) è una scrittrice statunitense.

## Biografia
Nata e cresciuta nel Maine nel 1974, vive e lavora a Brooklyn.
Laureata con un Master of Fine Arts alla Columbia University e laureanda in medicina comportamentale all'Università di New York, ha esordito nel 2006 con il romanzo horror The Keeper.
Autrice di racconti pubblicati presso numerose riviste fantasy quali Lightspeed, Nightmare e Chiaroscuro, i suoi romanzi sono stati tradotti in 10 lingue e ha ottenuto tre Premi Bram Stoker: uno al racconto The Lost nel 2008 e due ai romanzi; nel 2007 a Virus e nel 2009 a Audrey's Door.

## Opere

### Romanzi
- The Keeper (2006)
- Virus: lasciatevi contagiare dalla paura (The Missing in USA, Virus in GB, 2007), Milano, Kowalski, 2008 traduzione di Elena Cantoni ISBN 978-88-7496-654-7
- Audrey's Door (2009)
- I buoni vicini (Good Neighbors), Milano, SEM, 2021 traduzione di Leonardo Taiuti ISBN 978-88-93903-45-5.

### Racconti
- The Lost (2008)